# Карюхин, Георгий Тимофеевич
Гео́ргий Тимофе́евич Карю́хин (15 сентября 1939, Заповит) — советский гребец-байдарочник, выступал за сборную СССР во второй половине 1960-х годов. Участник летних Олимпийских игр в Мехико, чемпион Европы и мира, семикратный чемпион всесоюзного первенства, победитель регат республиканского и международного значения. На соревнованиях представлял команду «Авангард», заслуженный мастер спорта СССР (1970).

## Биография
Георгий Карюхин родился 15 сентября 1939 года в селе Заповит. Активно заниматься греблей начал в раннем детстве, проходил подготовку на гребной базе в Херсоне, состоял в херсонской гребной команде «Авангард». Первого серьёзного успеха добился в 1964 году, когда на взрослом всесоюзном первенстве в паре с Евгением Яциненко завоевал золотую медаль на дистанции 10000 метров. Год спустя повторил это достижение и, попав в основной состав советской национальной сборной, побывал на чемпионате Европы в Бухаресте, откуда привёз награду серебряного достоинства, выигранную в дисциплине K-2 500 м. Ещё через год вновь защитил чемпионское звание на десяти километрах и стал чемпионом на тысяче метров, кроме того, добыл сразу три медали, в том числе золотую в эстафете.
В 1967 году Карюхин в четвёртый раз подряд был лучшим среди двухместных байдарок на десятикилометровой дистанции, в то время как на первенстве Европы в немецком Дуйсбурге, взял две бронзы и одно золото (среди двоек на пятистах метрах). Благодаря череде удачных выступлений удостоился права защищать честь страны на летних Олимпийских играх 1968 года в Мехико — участвовал в километровом заплыве четырёхместных экипажей, вместе с командой, куда также вошли гребцы Николай Чужиков, Юрий Стеценко и Дмитрий Матвеев, уверенно прошёл предварительный раунд, но в полуфинале у них лопнул рулевой трос, лодка сошла с дистанции и упёрлась носом в берег. После проверки оказалось, что трос был надкушен таким образом, что не выдержал всю дистанцию и лопнул.
После Олимпиады Георгий Карюхин остался в основном составе советской национальной сборной и продолжил принимать участие в крупнейших международных соревнованиях. Так, в 1969 году он стал чемпионом Советского Союза среди двоек на 500 метров и среди четвёрок на 10000 метров, а затем выступил на европейском первенстве в Москве, где получил серебро в дисциплине K-2 500 м. За выдающиеся спортивные достижения в 1970 году удостоен почётного звания «Заслуженный мастер спорта СССР».
Имеет высшее образование, окончил Киевский государственный институт физической культуры (ныне Национальный университет физического воспитания и спорта Украины). Закончив спортивную карьеру, перешёл на тренерскую работу. В настоящее время руководит секцией по гребле на байдарках и каноэ в детско-юношеской спортивной школе № 2 в городе Херсоне.